# Soimasaari
Soimasaari är en ö i Finland. Den ligger i sjön Päijänne och i kommunen Kuhmois i landskapet Mellersta Finland, i den södra delen av landet, 170 km norr om huvudstaden Helsingfors. Öns area är 8,3 hektar och dess största längd är 440 meter i sydöst-nordvästlig riktning.